# Halaška (rozhledna)
Rozhledna Halaška (nebo také rozhledna Kopřivná, nebo také Rozhledna Halaška – Kopřivná) je stavba na vrcholu kopce Kopřivná (641 m n. m.) cca 2 km severozápadně od města Budišov nad Budišovkou v okrese Opava. Vybudování rozhledny stálo 11 milionu korun a bylo financováno městem Budišov nad Budišovkou a také z dotací Evropské unie. Stavba byla dokončena v lednu 2021 a je součástí sítě rozhleden u česko-polské hranice, tzv. projekt Silesianka. Ačkoliv název projektu naznačuje umístění rozhleden ve Slezsku, tato se ve skutečnosti nachází na Moravě.

## Stavba
Vyhlídková plošina je ve výšce 23,8 metru, rozhledna celkem měří 29,2 metru. Rozhledna má šedou čtyřbokou ocelovou konstrukci, skleněnou střechu, na části jedné z plošin také průhlednou podlahu. Na rozhlednu vede 153 schodů v lomeném schodišti z ocelových roštů, a celá rozhledna je natřena do šedivé barvy, což je tradiční barva materiálu břidlice v oblasti. Na špičce střechy věže se nachází zařízení signalizace napájené solárními panely, taktéž umístěnými na střeše. Rozhlednu Halašku postavila jako generální dodavatel firma Femont Ostrava s.r.o. Věž má základní geometrické tvary a základní konstrukce je dána čtveřicí sloupů tvořené z ocelových segmentů, které v půdoryse tvoří pravoúhlý kříž. Ve výplni sloupů jsou vyřezány oblé průstupy, skrz které vede schodiště a návštěvníci se skrz sedm „pater“ dostávají na vyhlídkovou plošinu.

## Rozhled
Z rozhledny lze spatřit vrcholy bývalých sopek Červená hora a Velký Roudný, taky kopec Slunečná. Na jihu lze spatřit prostor výcvikového prostoru Libavá a na jihovýchodě město Budišov nad Budišovkou a obce Klokočov a Guntramovice. Za dobré viditelnosti lze spatřit i Hrubý Jeseník, Moravskoslezské Beskydy, Slezské Beskydy, Javorníky a Hostýnské vrchy.

## Název
Rozhledna měla původní pracovní název Kopřivná, protože se nachází na vrchu Kopřivná. Během stavby rozhledny se objevila informace, že byla rozhledna pojmenována po rodáku z Budišova nad Budišovkou astronomovi, matematikovi a fyzikovi Františku Ignáci Kassiánovi Halaškovi a to Rozhledna Halaška. Ovšem v původních materiálech o stavbě zůstává starý název Kopřivná. Také se objevuje kombinace těchto názvů Rozhledna Kopřivná – Halaška. Jedním z důvodů, proč má rozhledna skleněnou střechu, je právě kvůli Halaškovi, který se zabýval studiem vesmíru – tedy návštěvníci z rozhledny postavené mimo zdroje světelného znečištění budou moci teoreticky studovat vesmírnou kupoli.

## Okolí rozhledny
V okolí věže jsou postaveny dva přístřešky a několik naučných panelů. Také je tam postavena hvězdná mapa a „unikátní“ sluneční hodiny. K rozhledně se nedá dostat autem, pouze na kole a nebo pěšky, například po červené značce po polní cestě z Budišova nad Budišovkou, cca 3 kilometry a 100 metrů převýšení.

## Historie
Záměr vybudovat rozhlednu u Budišova nad Budišovkou přišel poprvé v roce 2016, když zástupci Euroregionu Silesia spolu s obcemi vytvořili plán nových rozhleden a to na česko-polském pomezí. Projekt byl podporován Evropským fondem pro regionální rozvoj (program Interreg V-A Česká republika – Polsko 2014–2020) a taky byl částí projektu „Stezka rozhleden a vyhlídkových míst Euroregionu Silesia“. Na straně České republiky byly postaveny v roce 2018 rozhledny Sosnová, Veselská rozhledna u Oder, Slatina a v roce 2019 Šibenice u Stěbořic. Poslední dvě rozhledny byly v Jeseníku nad Odrou (Rozhledna Blahutovice) a právě na kopci Kopřivná u Budišova nad Budišovkou. Tyto dvě poslední rozhledny byly schváleny Monitorovacím výborem programu v březnu 2019 a dostali dotaci ve výši 851 000 EUR.
Lokace pro stavbu rozhledny byly teoreticky možné dvě. Jedna z nich byla na kopci Kopřivné a na nejvyšším kopci za Černou loukou. Nakonec zvítězila varianta Kopřivná, protože pozemek pod rozhlednou v té chvíli patřil městu a navíc tato lokalita měla vyšší nadmořskou výšku. Návrh věže je od architekta Lumíra Moučky z Moravské Třebové, projektová dokumentace je společně od Moučky a projektanta Filipa Koryčanského, Jiřího Žižky (který dělal stavebně konstrukční řešení a statiku) a Jiřího Smolaře (který udělal výpočet hlubinného založení). Následný první pokus s žádostí o dotaci byl zamítnut a až druhý pokus byl úspěšný a město dostalo dotaci 385 000 EUR. Začátkem roku 2020 byl schválen dodavatel stavby ve výběrovém řízení a to firma Femont Opava s.r.o. Cena v soutěži byla 11,1 milionu Kč, z toho 2,1 milionu zaplatilo město a zbylých 9 milionů byla dotace. V dubnu 2020 došlo k vybudování základů rozhledny, v září 2020 začala růst ocelová konstrukce rozhledny a na konci roku 2020 byla dokončena.